# 充电桩

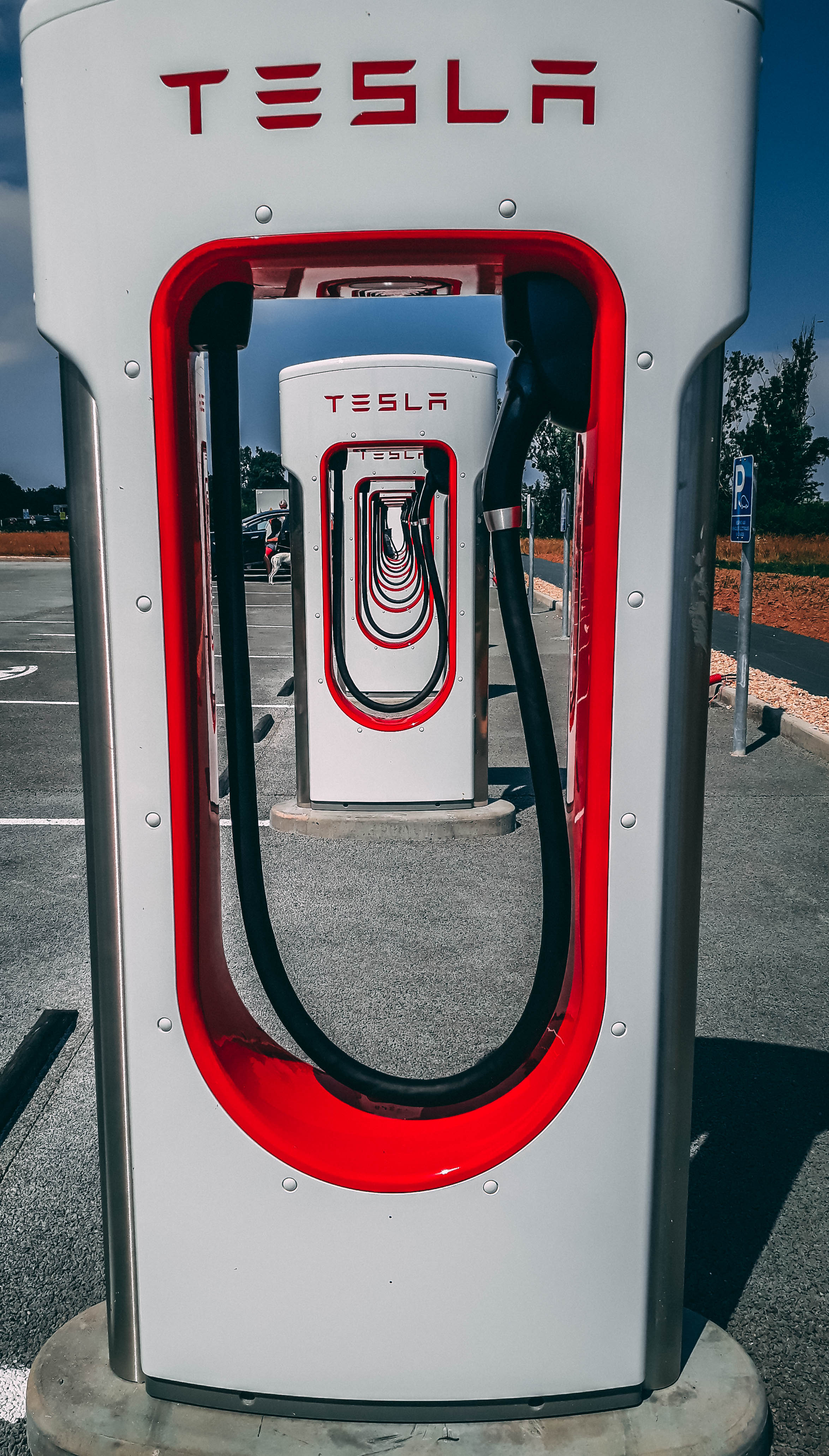
一个位于法国马孔的特斯拉超级充电站的充电桩

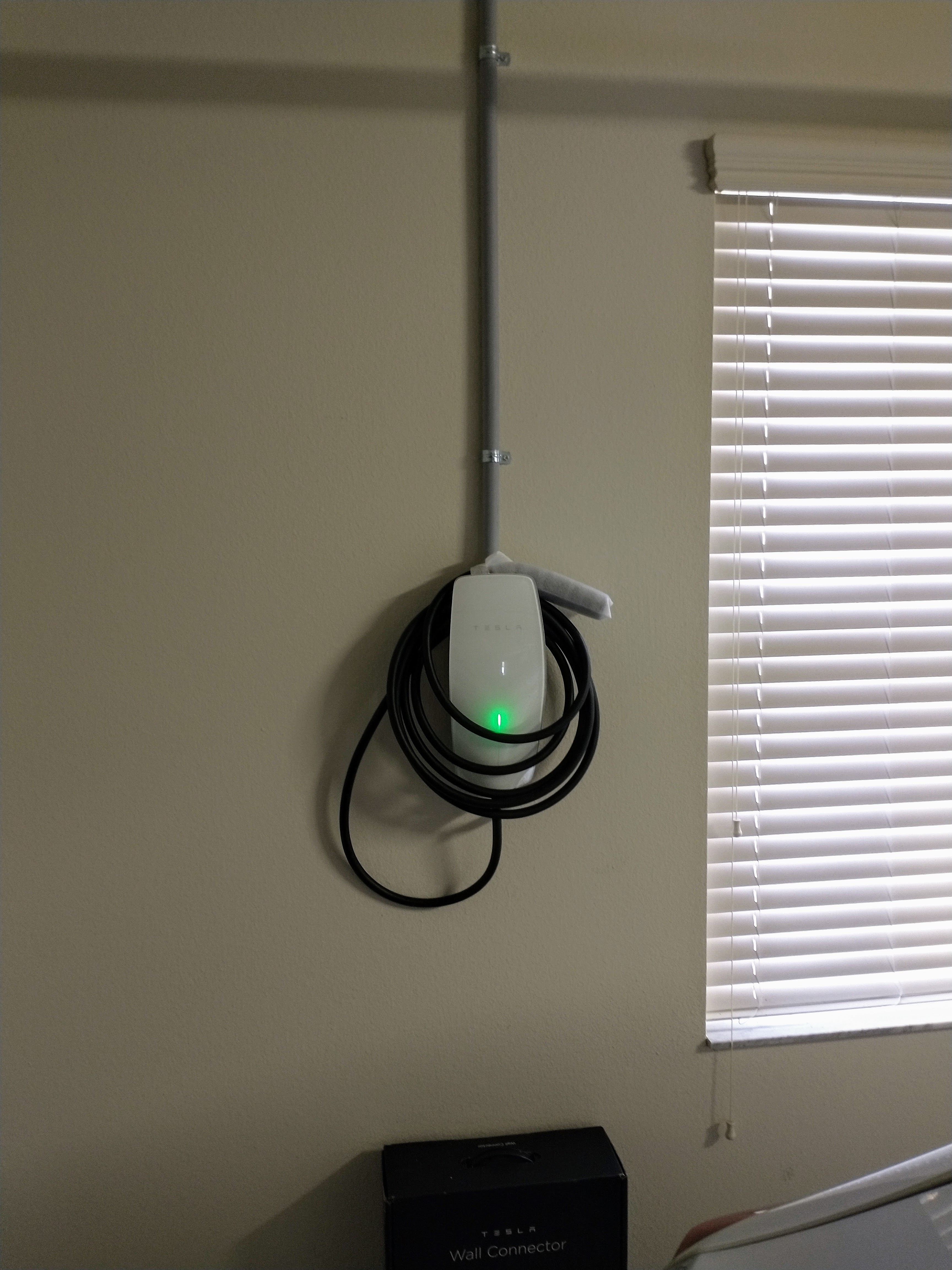
私家车库墙上安装的小型充电桩

充电桩（英語：charge point）也稱充电站（charging station）或电动车辆供电设备（electric vehicle supply equipment，缩写），是专门为插入式电动车辆（包含纯电动车和插电混动车）的车载电池补充电能（充电）的电源供应装置，也是电动车大众普及过程中最关键的一项基础设施。
充电桩的实用功能类似于加油站或加气站为传统汽车油箱填充燃油或液化石油气时所使用的加油机，区别是充电桩只要在电网能覆盖到的位置即可建造，器材本身的占地面积也很小且不需要额外的辅助建筑和设施，任何现有的停车场、停车位、车库甚至私家车道边上只要连通电线就都可配备充电桩；而加油站和加气站因为依赖油罐车定期进入补充油库和储气罐，需要专门选择适于大型车辆出入并停泊的地点（比如主要干道的路口或辅路沿途）并预先规划布置地下管路系统，建筑面积通常很大。
按照充电桩提供的输出电流分类，充电桩可以分为交流充电桩和直流充电桩。通常情况下，快速充电桩都是直流充电桩（但直流充电桩并非都是快速充电桩），而慢速充电桩则是高功率交流配接器，其中许多干脆是直接适配家用电源的便携式充电器。对一般的纯电动乘用车而言，慢速充电桩充满电的时间一般需要3～8个小时，而快速充电桩只需要数十分钟。相比私家的乘用车辆，公交车和出租车等营运车辆对电池续航的需求更高，所以通常公交站场、出租车停车场等地会有设置较多且功率更高的充电桩。

## 历史

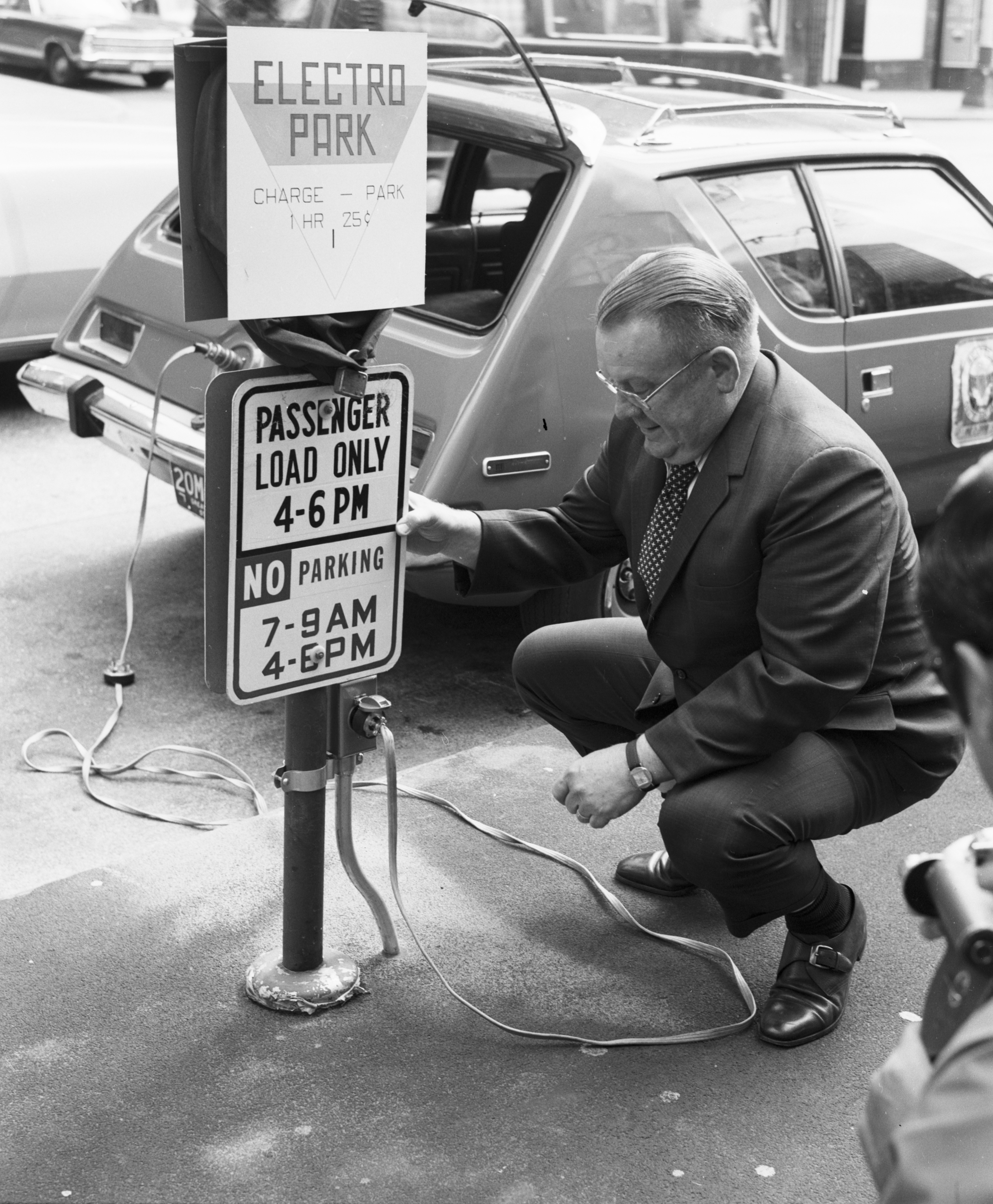
1973年，西雅图街头一个使用NEMA连接器的充电桩，正在为一辆AMC Gremlin型电动汽车充电

作为电动汽车的配套设施，充电桩因电动汽车的出现而诞生，并随着电动汽车的普及而逐渐普及。

## 基本构成和功能
充电桩由桩体、电气模块、计量模块等部分组成。桩体包括外壳和人机交互界面。电气模块包括充电插座、电缆转接端子排、安全防护装置等。
安全防护功能：充电桩应具备过载保护、漏电保护、防雷击、应急急停等安全保护功能。
人机交互功能：用于输入充电参数，显示各状态下的相关信息。如充电桩使用者可通过充电桩上的键盘输入充电电量或充电金额，预约充电时间（在夜间用电低谷时启动充电）。
充电过程中，充电桩上可显示充电电压、充电电流、充电电量等状态信息。用户可查询充电卡账户、资金余额等信息。
提供公共充电服务的充电桩一般还具有刷卡、身份识别、计量计费、票据打印、本地装置调试、远程通信控制等功能。

## 充电接口
一般来说电动汽车的充电电流相比普通家用电器大，为确保电动汽车充电过程安全，充电桩通常采用专用充电接口，而根据充电桩输出类型的不同，充电接口同样分为交流充电接口和直流充电接口两种，相对而言，交流充电桩成本低，结构简单，对蓄电池更友好，适合大范围面积进行普及推广，而直流充电桩输出电流较大，适应于快速充电需求。

### 交流充电桩
交流充电桩是为电动汽车车载充电机（即固定安装在电动汽车上的充电机）提供交流电源的供电装置。交流充电桩只提供电力输出，没有充电功能，后续的整流和DC/DC变换都是由車載充電機完成，充电桩只起到一个电源控制器的作用。在中国，功率以3.5kW和7kW的居多。
交流充電接口和協議在 IEC 62196-2 國際標準中所規範。

#### SAE J1772
SAE J1772又称“5 Pin”，是由国际汽车工程师学会（SAE）发布的一种充电接口标准，其5芯的交流充电接口，在IEC 62196-2中被定义为 Type 1 接口，因实施时间较早，被美国及日本广泛使用。 
J1772标准定义了两个充电电压，1级为120V 16A/1.92 kW，2级为240V 32A/7.68 kW，在J1772标准下，交流充电接口包含5个触头，使用車輛如：IX 、 IX1、IX2 、N7等。

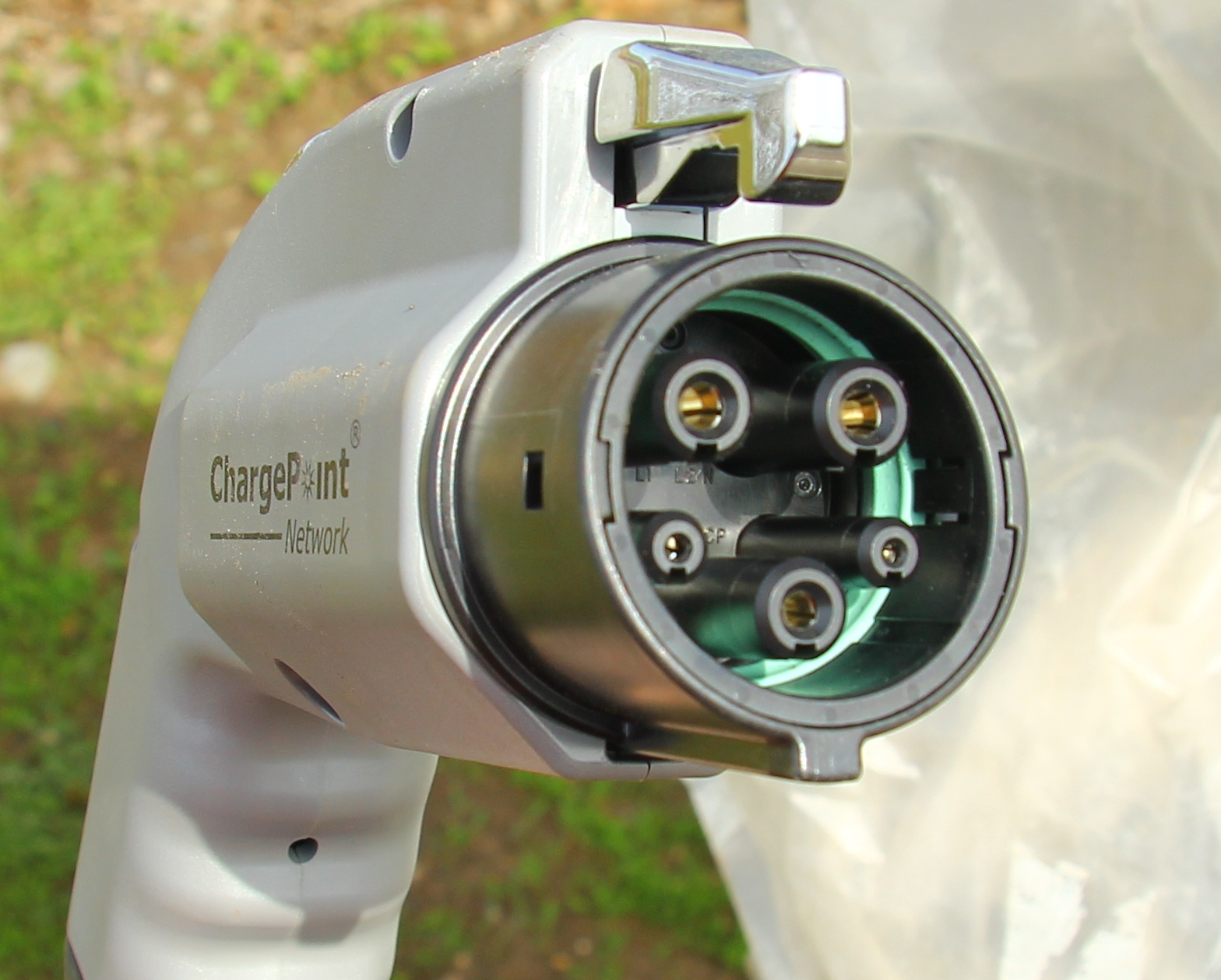
一支典型的J1772交流充电枪

| 触头编号/标识 | 额定电压和额定电流 | 功能定义              |
| ------------- | ------------------ | --------------------- |
| 1-L1          | 250V, 16A/32A      | 交流电源（相1）       |
| 2-N/L2        | 250V, 16A/32A      | 中线或交流电源（相2） |
| 3-PE          | -                  | 保护接地              |
| 4-CP          | 30V, 2A            | 控制确认              |
| 5-CS          | 30V, 2A            | 控制切换              |

#### IEC 62196 Type 2
德国插接件制造商Mennekes公司在"CEEplus"系列（上世纪九十年代就已应用）的基础上发展设计了该充电接口，在IEC 62196-2中被定义为 Type 2 接口，典型的Type 2连接器具有7个触头，可以使用单相或三相交流电为电动汽车充电，2013年1月，欧盟委员会选择IEC 62196 Type 2连接器作为欧盟的官方充电接口。它已被歐洲以外的全球大部份國家/地區（包括新西蘭）推薦採用的連接器。

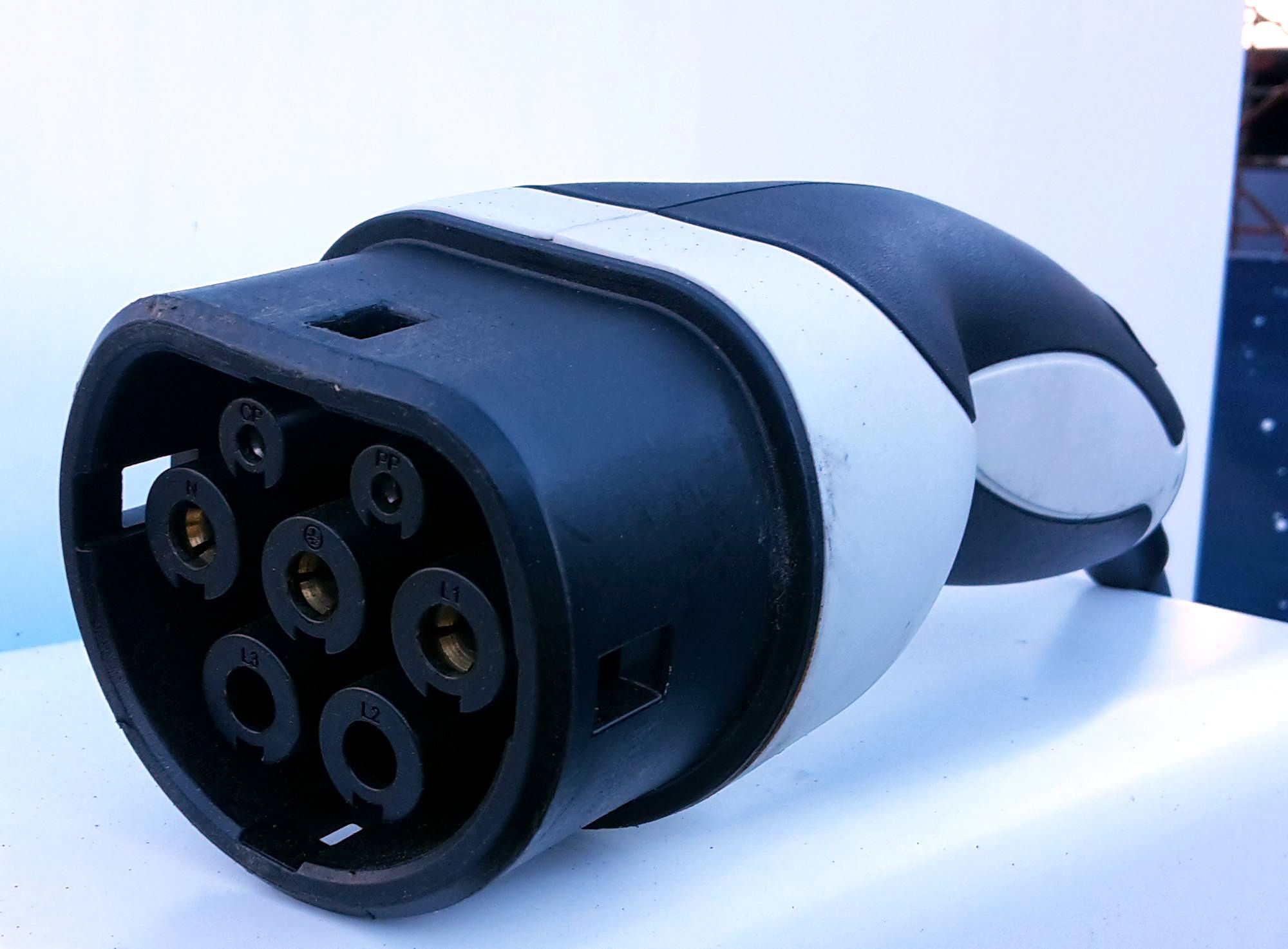
一支典型的Type 2交流充电枪

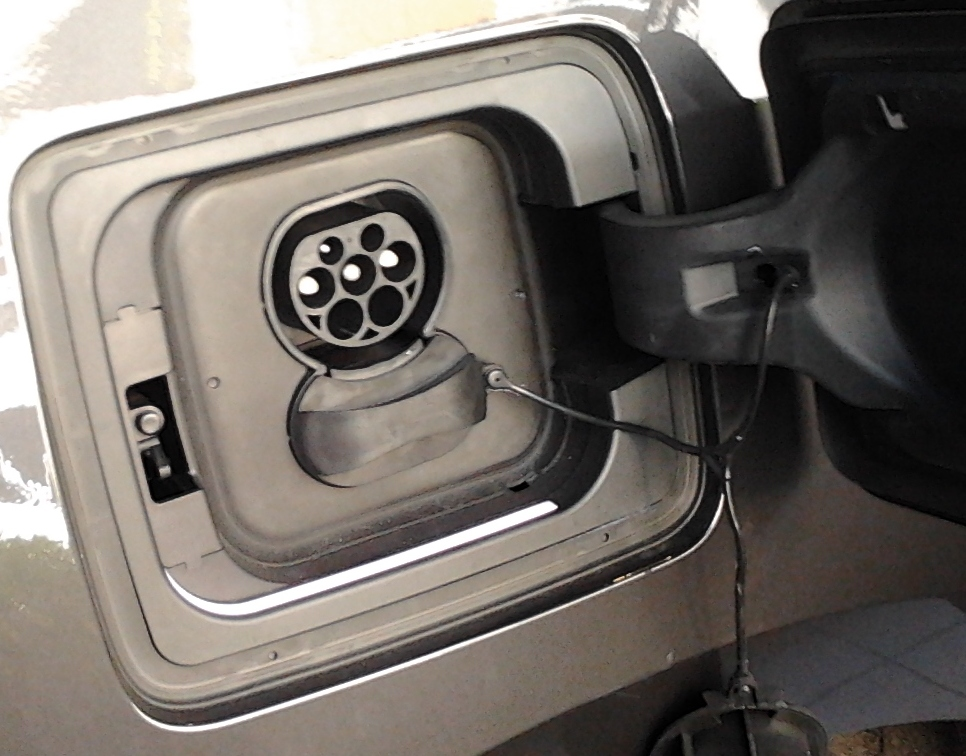
宝马i3纯电动汽车上兼容CCS2的Type 2充电接口

| 触头编号/标识 | 额定电压和额定电流 | 功能定义                       |
| ------------- | ------------------ | ------------------------------ |
| 1-L1          | 480V, 63A/70A      | 交流电源（相1，单相时最高70A） |
| 2-L2          | 480V, 63A          | 交流电源（相2，单相时不使用）  |
| 3-L3          | 480V, 63A          | 交流电源（相3，单相时不使用）  |
| 4-N           | 480V, 63A/70A      | 中线（单相时最高70A）          |
| 5-PE          | -                  | 保护接地                       |
| 6-CP          | 30V, 2A            | 控制确认                       |
| 7-PP/CS       | 30V, 2A            | 连接确认或控制切换             |

#### 中国国标
根据中华人民共和国国家标准GB/T 20234.2的规定，交流充电接口包含7个触头。
| 触头编号/标识 | 额定电压和额定电流 | 功能定义     |
| ------------- | ------------------ | ------------ |
| 1-L           | 250V/440V, 16A/32A | 交流电源     |
| 2-NC1         | -                  | 备用         |
| 3-NC2         | -                  | 备用         |
| 4-N           | 250V/440V, 16A/32A | 中线         |
| 5-PE          | -                  | 保护接地     |
| 6-CC          | 30V, 2A            | 充电连接确认 |
| 7-CP          | 30V, 2A            | 控制确认     |

### 直流充电桩

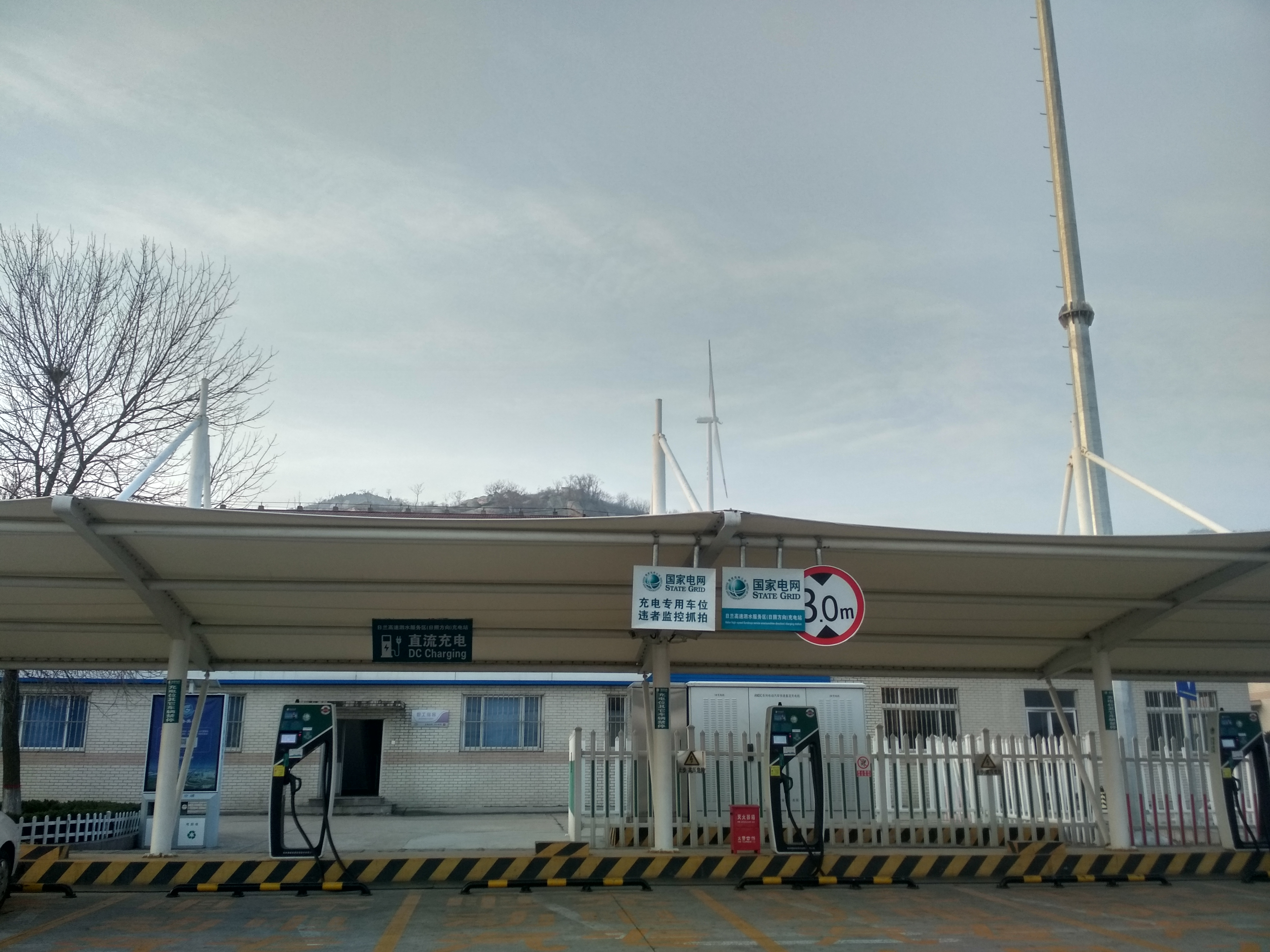

直流充电桩通过输出可调直流电，直接为电动汽车的车载电池充电，输出的电压和电流调整范围大，可以实现快速充电的需求，但对电池损耗相对比交流充电桩大。
直流充電接口和協議在 IEC 62196-3 國際標準中所規範。

#### 组合充电系统
为了解决交流充电接口和直流充电接口各自的弊端，2011 年 10 月 12 日在巴登举行的德国工程师协会第 15 届国际 VDI 大会上公布了“组合充电系统”(CCS) 提案，随后出现了组合充电接口，常见的有基于SAE J1772改良的 CCS1 (Combo 1) 接口，和基于IEC 62196 Type 2改良的 CCS2 (Combo 2) 接口，这两种接口都是在原有交流充电接口的基础上额外增加2个直流充电触头而形成。
- CCS2 (Combo 2) 在Type 2的基础上增加了直流充电端子

#### CHAdeMO

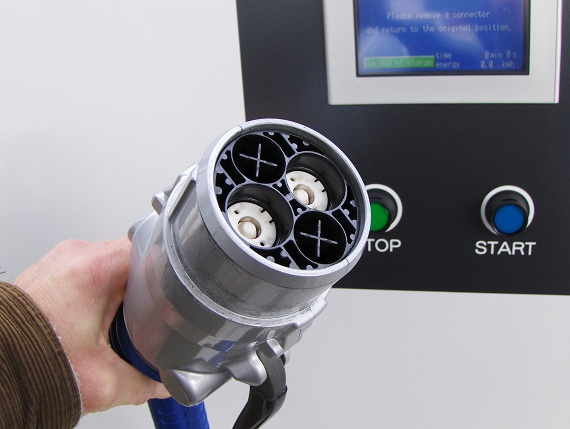
结构复杂的CHAdeMO直流充电枪

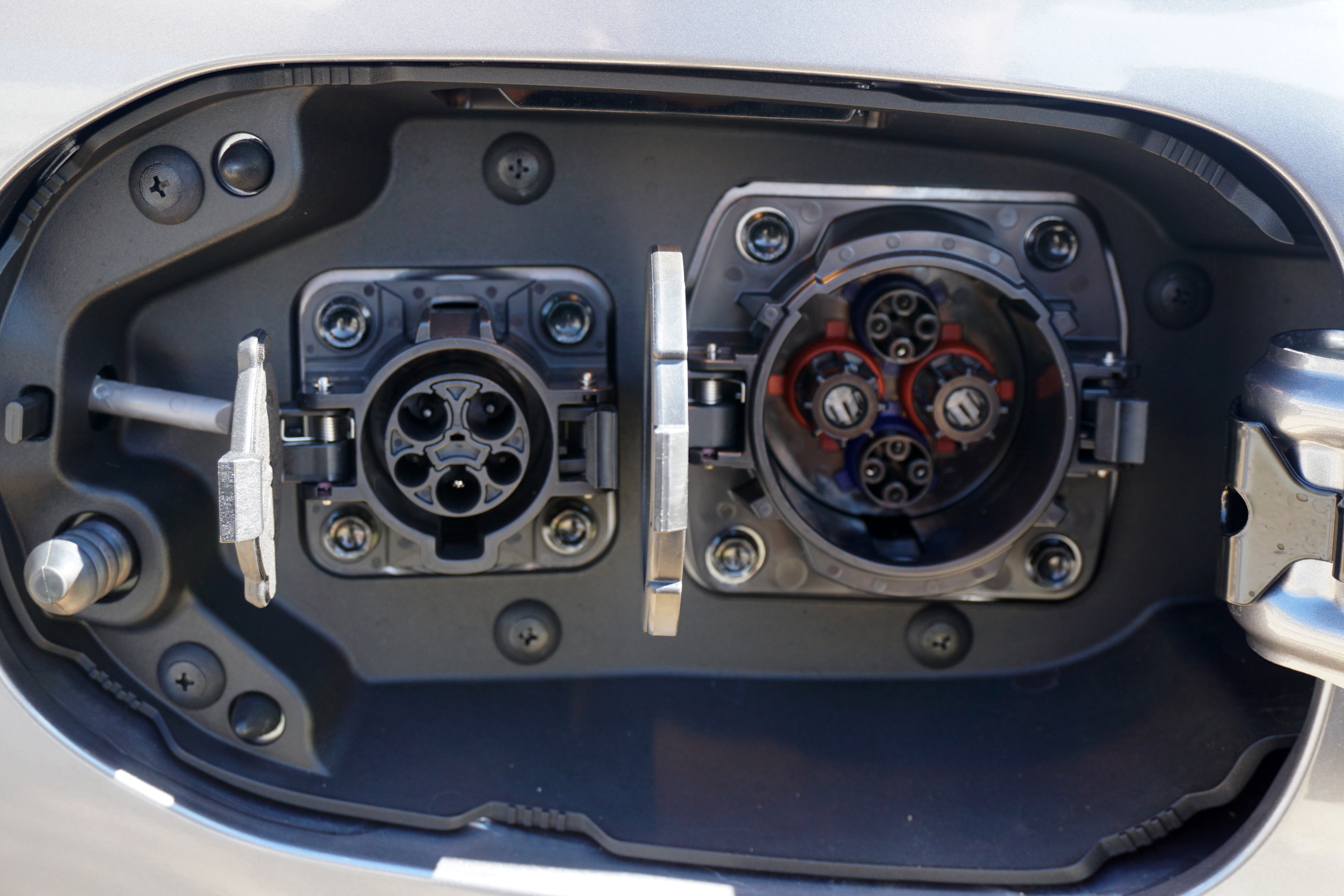
三菱欧蓝德PHEV混合动力SUV所使用的CHAdeMO直流快速充电接口 (右侧)，左侧为普通的SAE J1772交流慢速充电接口

CHAdeMO是CHArge de Move的缩写，是在东京电力公司倡导下，日产、三菱、斯巴鲁于2010年3月联合发起成立的组织，推广CHAdeMO的直流充电系统，丰田和本田随后加入该协会，CHAdeMO从日语翻译过来意思为「充电时间短如茶歇」，这种直流快充插座可以提供高达100Kw的充电容量。
CHAdeMO充电接口采用10芯结构，相比于其他标准的充电接口来说较为复杂。

#### 中国国标
根据中华人民共和国国家标准GB/T 20234.3的规定，直流充电接口包含9个触头。
| 触头编号/标识 | 额定电压和额定电流 | 功能定义                                     |
| ------------- | ------------------ | -------------------------------------------- |
| 1-DC+         | 750V 125A/250A     | 直流电源正极                                 |
| 2-DC-         | 750V 125A/250A     | 直流电源负极                                 |
| 3-PE          | -                  | 保护接地                                     |
| 4-S+          | 30V, 2A            | 充电通信 CAN_H，连接充电桩与电动汽车的通信线 |
| 5-S-          | 30V, 2A            | 充电通信 CAN_L，连接充电桩与电动汽车的通信线 |
| 6-CC1         | 30V, 2A            | 充电连接确认                                 |
| 7-CC2         | 30V, 2A            | 充电连接确认                                 |
| 8-A+          | 30V, 20A           | 辅助供电正极                                 |
| 9-A-          | 30V, 20A           | 辅助供电负极                                 |

#### 北美充电标准
北美充电标准（North America Charging Standard，简称NACS ）也称SAE J3400或“特斯拉专有连接器”（Tesla Proprietary Connector），是一套特斯拉汽车自己研发的充电标准，号称能在30分钟内充满可跑300（190英里）以上的电量。因此其充电插座最高容量可达120kW, 最高电流可达80A。在北美销售的特斯拉汽车采用专有的充电接口，而在欧盟等其他地区(英国、澳洲、新西兰、泰国、新加坡和香港等国家或地区)销售的特斯拉汽车则大多采用兼容欧洲Type 2标准的充电接口  注：現行特斯拉快充系統為CCS2慢充系統為TYPE2
- 特斯拉所使用的两种充电枪，左侧为Type 2兼容接口，右侧为专有接口
- 在北美地区销售的特斯拉汽车使用专有的充电接口
- 在欧盟等其他地区销售的特斯拉汽车采用兼容Type 2标准的接口

## 分类

### 按安装方式分
可分为落地式充电桩、挂壁式充电桩。落地式充电桩适合安装在不靠近墙体的停车位。挂壁式充电桩适合安装在靠近墙体的停车位。

### 按安装地点分
按照安装地点，可分为公共充电桩和专用充电桩。
公共充电桩是建设在公共停车场（库）结合停车泊位，为社会车辆提供公共充电服务的充电桩。
专用充电桩是建设单位（企业）自有停车场（库），为单位（企业）内部人员使用的充电桩。
自用充电桩是建设在个人自有车位（库），为私人用户提供充电的充电桩。
充电桩一般结合停车场（库）的停车位建设。安装在户外的充电桩防护等级不应低于IP54。安装在户内的充电桩防护等级不应低于IP32。

### 按充电接口数分
可分为一桩一充和一桩多充。

## 充电桩的建设安装

### 中国
2012年，上海市发布了《电动汽车充电基础设施建设技术规范》（DG/TJ08-2093-2012），规定在规划的地铁换乘站（P+R）、新建居民小区、新建超市/大卖场等商业中心、新建商务楼宇、各级政府大楼、学校等公用事业单位停车场，配置充电桩的停车位比例不低于停车位的10％。已建成停车场配置充电桩的停车位比例视实际情况确定。2012年底，中华人民共和国全国共安装了17000个左右充电桩，大部分由国家电网公司投资建设，主要建设在北京、上海、杭州、深圳、合肥等“十城千辆示范工程”城市和“私人购车试点”城市。
截至2024年7月底，中国全国充电桩达到1060.4万台，其中公共充电桩320.9万台、私人充电桩739.4万台，直流桩的数量占比超过了55%，已建成世界上数量最多、服务范围最广、品种类型最全的充电基础设施体系。

## 相关政策
2014年7月30日，中华人民共和国国家发改委发布电动汽车用电价格政策，规定居民家庭住宅、住宅小区等充电设施用电，执行居民电价。发改委新政的推行将终结“一车一价”的充电收费乱象，进一步降低电动汽车的使用成本。